# エリザベス・J・フェインラー
エリザベス・ジョセリン・“ジェイク”・フェインラー（Elizabeth Jocelyn "Jake" Feinler、1931年3月2日 - ）は、アメリカ合衆国の情報科学者である。1972年から1989年にかけて、スタンフォード研究所（現 SRIインターナショナル）のネットワーク情報システムセンター長を務めた。フェインラーのグループは、インターネットや国防データネットワーク(DDN)の元となったARPANETにおけるInterNICを運営していた。

## 若年期と教育
フェインラーは1931年3月2日にウェストバージニア州ホイーリングで生まれ、そこで育った。一族で初めて大学に進学し、1954年にウェスト・リバティー大学で学士号を取得した。

## キャリア

### 初期のキャリア
フェインラーはパデュー大学の大学院に進学し、生化学の博士号取得を目指して研究していたが、論文を書き始める前に1・2年働いてお金を貯めることにした。そこで、アメリカ化学会の傘下のChemical Abstractsが実施していた、全ての化合物の索引を作るプロジェクトの助手を務めた。ここで、このような大規模なデータベースを作ることに関心を持つようになり、生化学の世界に戻ることはなかった。1960年にカリフォルニア州のスタンフォード研究所（現 SRIインターナショナル）の情報研究部に加わり、"Handbook of Psychopharmacology"（精神薬理学ハンドブック）と"Chemical Process Economics Handbook"（化学プロセス経済学ハンドブック）の開発に関わった。

### ARPANETとNIC
フェインラーはSRIの図書館で文献研究セクションの長だったが、1972年、オーグメンテイション研究センター(ARC)を率いるダグラス・エンゲルバートがフェインラーをスカウトした。ARCは、国防高等研究計画局(DARPA)の情報処理技術室が後援していた。ARCでのフェインラーの最初の仕事は、国際コンピュータ通信会議におけるARPANETの最初のデモのためのリソースハンドブックを書くことだった。1974年には、ARPANETのネットワーク・インフォメーション・センター(NIC)の計画と運営を支援する主任研究員になった。
NICは、利用者へのリファレンスサービス（当初は電話と物理的な手紙によるものだった）を提供し、利用者の一覧である人名録（ホワイトブック）、提供するサービスの一覧であるリソースハンドブック（イエローブック）、プロトコルハンドブックを編纂・出版していた。BBNのネットワーク・オペレーション・センターが提供された後、NICは名前を登録し、端末のアクセス制御・認証追跡・課金情報を提供し、Request for Comments(RFC)を配布した。
フェインラーは、スティーブ・クロッカー、ジョン・ポステル、ジョイス・K・レイノルズらNetwork Working Group(NWG)のメンバーと協力して、RFCをARPANET、後のインターネットのための公式の技術ノートに発展させた。NICは、ARCが開発したNLSを使って、初のオンライン文書へのリンクを提供した。エンゲルバートがARCで最先端の研究を継続し、NICが全てのネットワーク利用者にサービスを提供した。このため、NICはフェインラーをマネージャーとする分離したプロジェクトとして設立された。
NWGとフェインラーのチームは、1974年に、シンプルなプレーンテキストによるホスト名の一覧のフォーマットを定義し、ネットワークの発展とともに何度か改訂した。ホストの一覧は、ほぼ毎日更新され続けていた。1975年、国防通信局(DCA)は、ARPANETを研究用と軍事用のネットワークに分離した。DCAは軍事用ネットワークを国防データネットワーク(DDN)と呼び、NICはその情報センターとなった。1976年頃に電子メールとFile Transfer Protocol(FTP)が使えるようになると、NICはネットワークを通じてその情報を利用者に開示した。1977年、ポステルが情報科学研究所に移り、RFCの編集や番号の割当ての機能もポステルとともに移ったが、NICはSRIに残った。1979年、フェインラーのグループは、ネームサービスの規模を拡張する研究を行い、1982年に、オンライン人名録にアクセスするためのプロトコル「WHOIS」を開発した。インターネットの拡大に伴い、分散したネームサーバに命名権限を移譲できるようにしたDomain Name System(DNS)が設計された。フェインラーのグループはインターネット全体の命名機関となり、トップレベルドメイン.mil、.gov、.edu、.org、.comのドメイン名レジストリを開発・管理した。

### その後のキャリア
フェインラーは1989年にSRIを退職した後、NASAエイムズ研究センターでネットワーク要件マネージャーとなり、NASAのネットワークのNICを管理するためのガイドラインの作成に携わった。フェインラーは、カリフォルニア州マウンテンビューのコンピュータ歴史博物館に、初期のインターネットに関する膨大な論文コレクションを寄贈した。1996年にNASAを退職した後は、同博物館のボランティアとして資料の整理を行った。2010年、NICの歴史に関する本を出版した。
2012年、インターネットソサエティのインターネットの殿堂に殿堂入りした。2013年7月、インターネットソサエティのポステル賞を受賞した。2024年、コンピュータ歴史博物館のコンピュータの殿堂に殿堂入りした。

## ニックネーム
フェインラーは、「ジェイク」というニックネームについて次のように説明している。
私が生まれた時、ダブルネームは一般的でした。私の本名はエリザベス・ジョセリン・フェインラーで、家族は姉の名前メアリー・ルー(Mary Lou)に合わせてベティ・ジョー(Betty Jo)と呼ぶつもりでした。当時2歳だった姉が呼ぶ私の名前はベビー・ジェイク(Baby Jake)のように聞こえました。私はいつも、ベビーを外してくれて良かったと言っています。